# Палагин, Владимир Степанович
Владимир Степанович Палагин (20 сентября 1914 — 19 апреля 1995) — лётчик-штурмовик, участник Великой Отечественной войны, командир эскадрильи 188-го гвардейского штурмового авиационного полка (12-й гвардейской штурмовой авиационной дивизии, 3-го гвардейского штурмового авиационного корпуса, 5-й воздушной армии), гвардии капитан, Герой Советского Союза.

## Биография
Родился 20 сентября 1914 года в Оренбурге в семье служащего. Русский.
Окончил среднюю школу. В 1937 году окончил 3-ю авиационную школу лётчиков ГВФ в городе Балашове Саратовской области. Работал лётчиком 1-го Московского транспортного авиационного отряда.
В Красной Армии с 1941 года. На фронтах Великой Отечественной войны с июня 1941 года. Воевал на Северо-Западном и Сталинградском фронтах. Член ВКП/КПСС с 1942 года.
Командир звена 873-го штурмового авиационного полка лейтенант Палагин В. С. 7 января 1943 года вылетел в составе группы штурмовиков Ил-2 для штурмовки вражеских артиллерийско-миномётных огневых точек в район города Великие Луки. В районе цели вступил в бой с истребителями противника. В ходе боя плоскостью срезал стабилизатор FW-190. Повреждённый самолёт посадил на своём аэродроме. За этот подвиг награждён орденом Красного Знамени.
Потом воевал на Западном и 2-м Украинском фронтах в должностях заместителя и командира эскадрильи. Гвардии капитан Палагин В. С. к апрелю 1945 года совершил 235 боевых вылетов на разведку и штурмовку. Уничтожил 24 танка, 65 автомобилей с войсками и грузами, 12 полевых орудий, 14 миномётов, 15 зенитных орудий. В 36 воздушных боях лично сбил 4 вражеских самолёта и 5 уничтожил на земле.
Звание Героя Советского Союза с вручением ордена Ленина и медали «Золотая Звезда» гвардии капитану Палагину Владимиру Степановичу присвоено 15 мая 1946 года.
После войны продолжал службу в ВВС. Окончил Военную академию имени М. В. Фрунзе в 1950 году. С 1964 года полковник Палагин — в запасе. Жил в Одессе (ул. Среднефонтанская, 32). Работал руководителем полётов в аэропорту.
Умер 19 апреля 1995 года.
Награждён орденом Ленина, 3 орденами Красного Знамени, орденами Суворова 3-й степени, Александра Невского, Отечественной войны 1-й степени, 2 орденами Красной Звезды, медалями.